# Cathédrale Saint-Joseph de Karaganda
Cette  cathédrale n’est pas la seule cathédrale Saint-Joseph.
La cathédrale Saint-Joseph est une ancienne cathédrale située à Karaganda dans le quartier de Maïkoudouk. De rite catholique, elle dépend du diocèse de Karaganda et elle est placée sous le vocable de saint Joseph. C'est un rare exemple d'église construite à l'ère soviétique, puisqu'elle a été érigée en 1978. Elle devient l'église-cathédrale du nouveau diocèse de Karaganda formé le 7 juillet 1999. La nouvelle cathédrale Notre-Dame-de-Fátima devient le siège du diocèse en 2012. Son adresse est au no 22 de la rue du Komintern, Maïkoudouk, 100029 Karaganda, république du Kazakhstan.

## Histoire
Karaganda est fondée en 1934 et les déportés prennent une part active à sa construction. Parmi eux, il y a un grand nombre d'Allemands de la Volga, d'Allemands de la mer Noire ou de Crimée (déportés en masse après 1941). Dès 1931, environ trente mille Allemands de la Volga sont débarqués en chemin de fer à l'emplacement de l'actuel quartier de Maïkoudouk, en tant que paysans koulaks, considérés comme hostiles à la collectivisation. Beaucoup meurent pendant le premier hiver particulièrement rude dans cette steppe. Les autres font partie de brigades de travail forcé. La ville prend son véritable essor dans les années 1960. Elle atteint plus de 600 000 habitants en 1989.
Les catholiques se réunissent dans des maisons pour prier dans la discrétion, malgré les risques. L'un des premiers prêtres à offrir ses services à Karaganda est le P. Joseph Kelch qui est envoyé en relégation à Maïkoudouk en 1936 pendant les purges staliniennes, mais il est fusillé en prison en 1937 en pleine terreur.
La vague suivante de déportés est constituée d'Allemands et d'autres nationalités considérées comme « ennemies » par le régime stalinien à l'entrée de la guerre en 1941.
Après la mort de Staline en 1953, des prêtres catholiques libérés des camps se mettent à évangéliser les catholiques de la région dans une grande discrétion. Il s'agit notamment du Serviteur de Dieu, le Père Vladislav Boukovinsky (en polonais Władysław Bukowiński, 1904-1974), de l'évêque uniate, Mgr Alexandre Khira, du Père Mikhaïl Stonets, du Père Alexandre Staub, du Père Mikhaïl Bendas, du Père Franz Adomaitis, etc. Ils baptisent la nuit venue dans des appartements et célèbrent la messe pour des petits groupes également dans des appartements. Les fidèles n'hésitent pas à parcourir de longues distances. Des personnes laïques s'investissent secrètement dans le catéchisme, comme Gertrude et Valentina Detzel, Maria Becker, Thea Walter et beaucoup d'autres. Certains sont arrêtés et envoyés au goulag. Une première maison de prières est ouverte au printemps 1956 dans la vieille ville de Karaganda par les catholiques soviétiques d'origine allemande. Une autre est consacrée le 19 juillet 1956 pour les catholiques soviétiques d'origine polonaise ou lituanienne, dans le quartier Feodorovka. Des cérémonies religieuses, considérées comme illégales par les autorités, s'y déroulent pendant toute une année. Finalement les maisons sont fermées par les autorités en 1957. Dès lors les fidèles se réunissent en cachette dans divers endroits sans demander la permission. Ils sont notamment sous la houlette du P. Boukovinsky (cf plus haut) et de Mgr Khira (de rite uniate).
Leur ténacité aboutit en 1977 à une permission d'enregistrement de leur paroisse catholique de la part du soviet des Affaires religieuses (formé en décembre 1965, après la fin des campagnes d'action antireligieuses menées sous Khrouchtchev, jusqu'à la chute du régime soviétique à la fin de l'année 1991). Un terrain est acquis à Maïkoudouk pour faire construire une église. Le premier office religieux s'y tient le 19 mars 1977, tandis que l'on commence la construction des fondations de l'église en novembre suivant. La première messe est dite à l'intérieur des murs le 8 septembre 1978, jour de la fête de la Nativité de la Vierge. L'église ne se différencie pas des maisons alentour à cette époque. Elle mesure 26 mètres de longueur, 18 mètres de largeur et 4 mètres de hauteur et peut accueillir un millier de fidèles. Elle est consacrée par Mgr Khira, le 29 juin 1980. Le cardinal Villot envoie un télégramme de félicitations au nom de Jean-Paul II.
Quand l'administration apostolique de Karaganda est érigée le 13 avril 1991, l'église Saint-Joseph est choisie comme siège de cette administration. Elle devient cathédrale le 7 juin 1999 à la formation du nouveau diocèse de Karaganda. L'église est réaménagée. La nouvelle cathédrale Notre-Dame-de-Fátima est inaugurée en 2012.
L'église est restaurée en 2011 et son aspect tant extérieur qu'intérieur est transformé.